# HAGOS
Die Hagos eG ist die Genossenschaft der deutschen Kachelofen- und Luftheizungsbauer mit über 1100 Mitgliedern. Das Wort Hagos leitet sich ab aus 'Hafner' und 'Genossenschaft'. Hafner ist ein Synonym für Kachelofenbauer.
Sitz der Organisation ist Stuttgart, außerdem gibt es neun Niederlassungen in Stuttgart, Borgholzhausen, Ismaning bei München, Nürnberg, Landsberg bei Halle, Neu-Ulm, Groß-Umstadt, Wittstock und Melk (Österreich). Anfang 2017 hat die Hagos die Fa. ETO Engels & Tegeler GmbH, Osnabrück übernommen und dadurch ihre Vertriebsaktivitäten im Nordwesten Deutschlands verstärkt. Seit 2010 ist die Hagos auch in Österreich am Markt. Insgesamt arbeiten etwa 280 Mitarbeiter bei der Hagos eG. Zusätzlich verfügt die Genossenschaft über 3 Zentrallager in Neu-Ulm, Wittstock und Gräfenwarth.

## Verbundstruktur
Dem Verbund stehen zwei Vorstände und der Aufsichtsrat vor. Der Aufsichtsrat setzt sich aus einem Vorsitzenden und seinem Stellvertreter, dem Schriftführer und stellvertretenden Schriftführer sowie 5 weiteren Aufsichtsratsmitgliedern zusammen. Jährlich findet eine Generalversammlung statt, zu der alle Mitglieder eingeladen werden.

## Aufgaben und Ziele
Ziel ist die Förderung der Mitglieder sowie der Kachelofen- und Luftheizungsbranche. Das zentrale Anliegen ist die zeitnahe Belieferung mit Ware. Dazu hält die Hagos dem Handwerker Bauteile, Materialien und Werkzeuge, die zur Herstellung von Kachelöfen und Kaminen notwendig sind, vorrätig. Darüber hinaus bietet die Hagos eG unterschiedliche Serviceleistungen an, z. B. Kataloge, Produktschulungen und Seminare, Werbemaßnahmen sowie Messen.

## Ausbildung
Drei Ausbildungsberufe können in der Genossenschaft erlernt werden: Kauffrau/mann im Groß- und Außenhandel (3 Jahre), Fachkraft für Lagerlogistik (3 Jahre) und Fachlagerist (2 Jahre).

## Geschichte
Am 8. März 1919 fand in der Stuttgarter Bierhalle die erste ordentliche Generalversammlung der Einkaufs- und Lieferungsgenossenschaft für das Hafnergerwerbe eGmbH zu Stuttgart statt. 1949 war Eröffnung der Niederlassungen Neu-Ulm und München,
1950 der Niederlassung Nürnberg, 1980 der Niederlassung Bad Salzuflen, 1991 der Niederlassung Halle, 1994 der Niederlassung in Groß-Umstadt und 1996 der Niederlassung Wittstock. 
2007 erfolgte der Kauf der Walbersdorfer Ofenkachel GmbH & Co. KG in Österreich. Aus dieser gingen 2010 zwei 100 %-Töchterunternehmen: die Hagos GmbH, die als Großhandel die Belieferung der österreichischen Kachelofenbauer übernimmt und die WOK, die neben Keramik für den Ofenbau auch den WOK-Speicherofen produziert. Im Januar 2014 hat die Zehendner Keramik die eine der beiden Töchterunternehmen, die WOK (Walbersdorfer Ofenkachel), übernommen. Die andere Tochter, die Hagos GmbH, ist seit Ende August 2017 in Melk, Niederösterreich ansässig. Die österreichischen Hafner können neuerdings – wie ihre deutschen Kollegen – ebenfalls als Mitglieder in die Genossenschaft eintreten.